# Mihajlo II. Vojislavljević
Mihajlo II. Vojislavljević je bil srbski kralj in vladar Duklje in Travunije iz dinastije Vojislavljević, * ok. 1081, † začetek 12. stoletja. 
Vladal je zelo malo časa okoli leta 1100 ali 1101, takoj po smrti svojega očeta, kralja Konstantina Bodina.

## Življenje
Mihajlo je bil najstarejši sin kralja Konstantina Bodina in kraljice Jakvinte Barijske. Imel je brate Đorđa, Argirika in nekaj drugih. Z očetovo smrtjo se je končalo obdobje vzpona Duklje in začelo obdobje notranjih pretresov in pogostih menjav prestolov.
Po Annales Barenses (Letopisi Barija)  je dukljanski prestol kot najstarejši Bodinov sin nasledil Mihajlo. Kmalu za tem je njegov stric Dobroslav v državnem udaru strmoglavil Mihajla in sam prevzel oblast.